# スポーツ庁
スポーツ庁（スポーツちょう、英: Japan Sports Agency、略称: JSA）は、日本の行政機関のひとつ。スポーツ振興その他スポーツに関する施策の総合的な推進を図ることを目的として設置された文部科学省の外局である。日本語・通称は、スポ庁（スポちょう）。2015年（平成27年）10月1日に設置された。

## 概説
文部科学省や厚生労働省など複数の省庁にまたがるスポーツ行政の関係機構を一本化するもので、文部科学省のスポーツ・青少年局を母体に設立された。スポーツ基本法附則第2条では「政府は、スポーツに関する施策を総合的に推進するため、スポーツ庁及びスポーツに関する審議会等の設置等行政組織の在り方について、政府の行政改革の基本方針との整合性に配慮して検討を加え、その結果に基づいて必要な措置を講ずるものとする。」としている。
政府は、2015年度（平成27年度）予算の概算要求でスポーツ庁設置のための予算を要求するとともに、2014年（平成26年）秋の臨時国会で関連法案を整備して、2015年4月に100人規模での発足を目指していた。しかし、関係省庁との調整や法案の準備の状況で発足が同年10月にずれ込んだ。
スポーツ庁の組織は、長官の下に次長と審議官が配され、政策課、健康スポーツ課、地域スポーツ課及び競技スポーツ課、5つの課並びに参事官3名が設置されている（文部科学省組織令第83条から第85条）。

## 沿革
- 1941年（昭和16年）1月8日 - 文部省体育局設置
- 1945年（昭和20年）
  - 7月11日 - 文部省体育局廃止
  - 9月5日 - 文部省体育局再設置
- 1949年（昭和24年）6月1日 - 文部省体育局廃止
- 1958年（昭和33年）5月1日 - 文部省体育局再設置
- 2001年（平成13年）1月6日 - 文部科学省スポーツ・青少年局設置
- 2015年（平成27年）10月1日 - 文部科学省スポーツ庁設置

## 組織
スポーツ庁の組織は、基本的に、法律の文部科学省設置法、政令の文部科学省組織令及び省令の文部科学省組織規則が階層的に規定している。

### 特別な職
- スポーツ庁長官 - 法律第14条
- スポーツ庁次長 - 政令第83条
- スポーツ庁審議官 - 政令第84条

### 内部部局
- 政策課 - 政令第85条
  - 企画調整室 - 省令第73条
- 健康スポーツ課 - 政令第85条
  - 障害者スポーツ振興室 - 省令第74条
- 地域スポーツ課 - 政令第85条
- 競技スポーツ課 - 政令第85条
- 参事官（地域振興担当）- 政令第85条
- 参事官（民間スポーツ担当） - 政令第85条
- 参事官（国際担当） - 政令第85条

### 審議会等
- スポーツ審議会 - 政令第92条

## 幹部
2024年7月16日現在
- スポーツ庁長官 - 室伏広治[9]
- スポーツ庁次長 - 寺門成真
- スポーツ庁審議官 - 橋場健
- スポーツ総括官 - 大杉住子

### 歴代長官
| 代 | 氏名 | 氏名     | 就任日                    | 退任日                                | 主な経歴等                                                                              |
| -- | ---- | -------- | ------------------------- | ------------------------------------- | --------------------------------------------------------------------------------------- |
| 1  |      | 鈴木大地 | 2015年（平成27年）10月1日 | 2020年（令和2年）9月30日 （任期満了） | 元・水泳選手（競泳）。順天堂大学教授。前・日本水泳連盟会長。                            |
| 2  |      | 室伏広治 | 2020年（令和2年）10月1日  | 現任 （2025年9月30日任期満了）        | 元・陸上競技選手（ハンマー投）。東京科学大学特命教授。 前・日本オリンピック委員会理事。 |

### 歴代次長
| 代 | 氏名     | 就任日                    | 退任日                    | 主な経歴等                                               |
| -- | -------- | ------------------------- | ------------------------- | -------------------------------------------------------- |
| 1  | 高橋道和 | 2015年（平成27年）10月1日 | 2017年（平成29年）7月11日 | スポーツ・青少年局長（内閣官房教育再生実行会議担当室長） |
| 2  | 今里讓   | 2017年（平成29年）7月11日 | 2019年（令和元年）7月9日  | 日本スポーツ振興センター理事                             |
| 3  | 瀧本寛   | 2019年（令和元年）7月9日  | 2020年（令和2年）7月28日  | 文部科学省初等中等教育局長                               |
| 4  | 藤江陽子 | 2020年（令和2年）7月28日  | 2021年（令和3年）9月21日  | スポーツ庁審議官                                         |
| 5  | 串田俊巳 | 2021年（令和3年）9月21日  | 2023年（令和5年）8月8日   | 文部科学省大臣官房総括審議官                             |
| 6  | 茂里 毅  | 2023年（令和5年）8月8日   | 2024年（令和6年）7月11日  | 大臣官房付                                               |
| 7  | 寺門成真 | 2024年（令和6年）7月11日  | 現在                      | 私学部長                                                 |